# Rose verte
 (mai 2023).

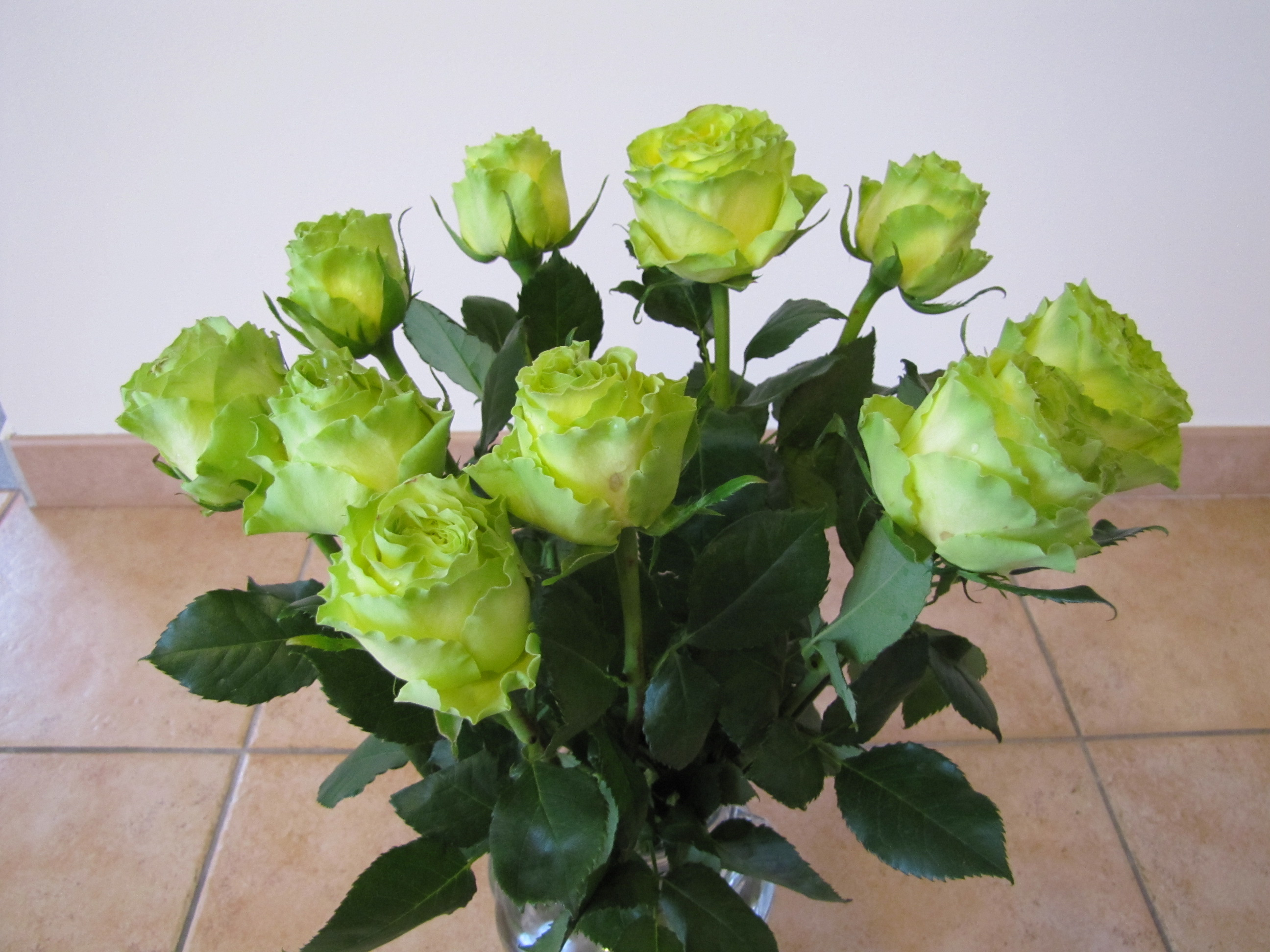
Rose verte 'Wimbledon', 2009.

Une rose verte (Rosa chinensis Jacq. 'Viridiflora') serait née d'une mutation de Rosa chinensis, le rosier de Chine  à la fin du XViie siècle. Elle a été introduite dans le commerce en Europe en 1856 par les pépinières britanniques Bembridge and Harrison. 
Les fleurs de ce rosier sont très particulières, le périanthe étant formé de nombreux sépales foliacés vert clair, dentés, remplaçant les pétales absents. Ces sépales brunissent avec le temps. Ces fleurs sont de taille moyenne, environ 5 cm de diamètre, et généralement regroupées en bouquets.
La floraison est remontante et dure jusqu'aux premières gelées.
La rosier est un arbuste dressé d'environ un mètre de haut et de large, au feuillage vert clair brillant, avec une trace de rouge sur les jeunes feuilles.
Il est facile à cultiver dans les régions tempérées (peu résistant au froid) et peu sensible aux maladies. 
Cette  “rose verte” est une curiosité qui présente un intérêt surtout pour les collectionneurs. Elle peut entrer dans la confection de bouquets frais ou secs.
Il existe d'autres cultivars de roses vertes, comme la Super Green, ou la Wimbledon.